# Expédition austro-hongroise au pôle Nord

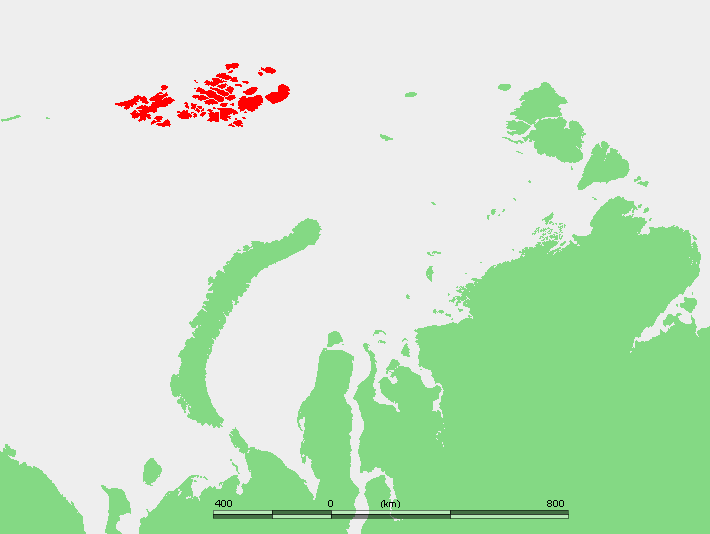
L'archipel François-Joseph qui a été découverte.

L'expédition austro-hongroise au pôle Nord est une expédition arctique, menée entre 1871 et 1874. Elle permit la découverte par hasard de la Terre François-Joseph.
Selon Julius von Payer, l'un des leaders de l'expédition, le voyage était destiné à découvrir le passage du Nord-Est.
L'expédition explora réellement la région au nord-ouest de la Nouvelle-Zemble. Selon l'autre leader, Karl Weyprecht, le pôle Nord était un objectif secondaire. Le coût estimé de l'expédition a été de 175 000 florins, financé par des nobles austro-hongrois.
Le navire principal de l'expédition était le Tegetthoff de 300 tonneaux, nommé d'après l'amiral autrichien Wilhelm von Tegetthoff, sous les ordres duquel Weyprecht avait servi. Le navire avait été construit par Teklenborg & Beurmann à Bremerhaven. C'était une goélette de 3 mats de 38 m de long, équipée d'une moteur à vapeur de 100 cv (75 kW). L'équipage venait de toute l'Autriche-Hongrie mais principalement d'Istrie et de Dalmatie.

## Voyages
Le Tegetthoff et ses 24 membres d'équipage quittent Tromsø le 21 juin 1871. Ils tentent de gagner la Terre de Gillis et, à la fin du mois d'aout, le navire est pris dans les glaces au nord de la Nouvelle-Zemble par 78°41' Nord. Ils décident alors de rentrer à Tromsø pour préparer un deuxième voyage. Les observations effectuées dans ce voyage préliminaire, les amènent à tenter de vaincre le passage du nord-est par la route de la Nouvelle-Zemble et la côte de la Sibérie.
Pour le deuxième voyage, ils reçoivent l'aide de Francis Leopold McClintock et Elling Carlsen est engagé comme pilote.
Le 13 juin 1872, le Tegetthoff quitte Bremerhaven puis sort du port de Tromsø le 14 juillet. Le 29, la côte de la Nouvelle-Zemble est atteinte et le navire y est bloqué par les glaces. Il parvient à se libérer et rejoint la mer libre au nord du détroit de Matotchkine. Le 12 août, l'Isbjorn rejoint le Tegetthoff avec le comte Wilczek à son bord.
Les deux navires se séparent le 23 août. Le Tegetthoff part vers le nord et le second pousse au sud de la côte. Ce deuxième navire va rejoindre l'embouchure de la Petchora où il sera abandonné par Wilczek qui rejoindra Perm en remontant dans des barques la Petchora puis Moscou. Le navire reviendra quant-à lui Tromsø sans encombre.
Weyprecht et Payer vont quant-à eux être bloqués longuement par les glaces. Ils hivernent sur le navire qui dérive vers le nord-est puis le nord-ouest. A l'été 1873, les explorateurs tentent de scier la glace pour dégager le navire, en vain. En juillet, la dérive continue vers le sud pour revenir au nord. Désespérés, les hommes se préparent à un deuxième hivernage lorsque subitement, une terre est aperçue (31 août 1873). Fin octobre, ils parviennent enfin à rejoindre la dite terre. Ils la nomment île Wilczek en l'honneur du promoteur de l'expédition. Ils hivernent de nouveau, près de l'île. En mars, ils se lancent dans des expéditions en traineaux pour visiter les terres nouvellement découvertes. Payer escaladent des caps de l'île Hall qu'il baptise Tegethoff et de Mac Clintock et traverse un fjord nommé Nordenskiöld. Il découvre à la fin du fjord le glacier de Sonklar. Lors d'une deuxième expédition, Payer décide de se rendre encore plus au nord, mais le mécanicien Otto Kirsch (1844-1874) meurt d'une tuberculose. Il réussit à appréhender toute la grandeur de l'archipel et nomme deux grandes terres : la terre de Wilczek et la terre de Zichy. Il analyse aussi la compositions des sols, la botanique et étudie les détroits. L'archipel découvert est nommé Terre François-Joseph d'après l'empereur d'Autriche-Hongrie François-Joseph Ier.
Après avoir parcouru en traineaux à chiens la Terre du Prince Rodolf en tous sens, ils atteignent le point le plus septentrional, le cap Fligely en avril 1874. Ils dénomment tous les points géographiques rencontrés durant le périple et reviennent difficilement au navire le 24 avril. Lors d'une troisième expédition en traineau, Payer, avec deux autres compagnons nommés Brosch et Haller, explore l'île McClintock. Au retour, après des observations de la glace, Weyprecht décide qu'il faut organiser l'opération de sauvetage. Le 20 mai, les drapeaux sont cloués aux mâts et le capitaine du navire, signe l'abandon de la goélette toujours prise dans les glaces pour essayer de retourner vers la terre ferme avec traineaux et chaloupes.
Le 14 août 1874, les membres de l'expédition atteignirent la mer libre par 77°40' N. Ils abandonnent ici les traineaux et sont forcés de tuer les deux chiens survivants, les barques étant trop étroites pour les emporter et les vivres manquants.
Le 18 août, ils atteignent la terre ferme de la Nouvelle-Zemble, près de la péninsule de l'Amirauté. Enfin, après une traversée de 96 jours, ils arrivent en baie de Downs où un schooner russe, la goélette Nicolaï, commandée par Fiodor Voronine, les recueille.
Le 3 septembre 1874, ils rejoignent la Norvège.
Payer lit le 10 novembre 1874 le récit de l'expédition lors d'une réunion de la Royal Geographical Society de Londres.

## Résultats
Les découvertes lors de l'expédition apportèrent une contribution significative à la science polaire et à la découverte du passage du Nord-Est par Adolf Erik Nordenskiöld. Elle contribua également à un glissement, des expéditions individuelles de type plutôt sportif vers une coopération scientifique internationale dans l'exploration des régions polaires.
L'expédition ramena des résultats divers dans les domaines de la météorologie, l'astronomie, la géodésie, le magnétisme, la zoologie et décrivit les aurores boréales. Ils furent publiés par l'Académie des Sciences en 1878. Un livre fut aussi publié (Expédition austro-hongroise du pôle Nord 1872-74) ainsi que les tableaux peints par Payer.